# Altolamprologus
Рід налічує 2 видів риб родини цихлові.

## Види
- Altolamprologus calvus (Poll 1978)
- Altolamprologus compressiceps (Boulenger 1898)